# Wilson River (Pieman River)
Der Wilson River ist ein Fluss im Nordwesten des australischen Bundesstaates Tasmanien.

## Geografie

### Flusslauf
Der 40 Kilometer lange Wilson River entspringt an den Südhängen des Wombat Hill, etwa 11 Kilometer südwestlich der Kleinstadt Waratah, und fließt nach Süden. Rund 14 Kilometer westlich von Rosebery mündet er in den Lake Pieman und damit in den Pieman River.

### Nebenflüsse mit Mündungshöhen
Nebenflüsse des Wilson River sind:
- Johnson Creek – 470 m
- Yellow Creek – 437 m
- Little Wilson River – 160 m
- Alfred River – 123 m
- Harman River – 122 m

### Durchflossene Stauseen
Folgende Seen werden durchflossen:
- Lake Pieman – 102 m